# Lip Sync Portugal
Lip Sync Portugal – Playback Total é um talent show português onde em cada episódio, vários famosos irão enfrentar-se em várias rondas de playback. Os votos do público decidem no final qual o vencedor da noite.. O programa estreou no dia 13 de janeiro de 2019 na SIC e é apresentado por João Manzarra e César Mourão.
O programa baseia-se no formato original americano do programa Lip Sync Battle, transmitido pela Paramount Network.

## Formato
Com um conceito simples, várias celebridades irão lutar para conseguir fazer o melhor playback da noite. As atuações incluem imitações das interpretações icónicas do artista original. 
Em cada episódio, vários famosos irão enfrentar-se em várias rondas de playback. Os votos da audiência decidem no final qual o vencedor da noite.
Dois apresentadores e uma DJ, vão encarregar-se de dar ritmo e animar o estúdio.

## Produção

### Apresentadores
Os apresentadores do programa são João Manzarra e César Mourão.

### DJ
A DJ que acompanhará os duelos é a atriz e apresentadora Débora Monteiro.

### Convidados
O programa conta com 4 convidados a competir aos quais se juntam mais dois convidados surpresa.

## Programas

### 1.° programa
| # | Data                  | Duplas              | Convidados                                                             | Canção interpretada  | Canção interpretada | Vencedor.a duelo | Vencedor.a final | Ref.        |
| # | Data                  | Duplas              | Convidados                                                             | Nome                 | Artista             | Vencedor.a duelo | Vencedor.a final | Ref.        |
| - | --------------------- | ------------------- | ---------------------------------------------------------------------- | -------------------- | ------------------- | ---------------- | ---------------- | ----------- |
| 1 | 13 de janeiro de 2019 | 1                   | Aurea                                                                  | "On The Floor"       | Jennifer Lopez      | Clara de Sousa   | Sara Matos       | [ 6 ] [ 7 ] |
| 1 | 13 de janeiro de 2019 | 1                   | Clara de Sousa                                                         | "Like A Prayer"      | Madonna             | Clara de Sousa   | Sara Matos       | [ 6 ] [ 7 ] |
| 1 | 13 de janeiro de 2019 | 2                   | Diogo Amaral                                                           | "Toxic"              | Britney Spears      | Sara Matos       | Sara Matos       | [ 6 ] [ 7 ] |
| 1 | 13 de janeiro de 2019 | 2                   | Sara Matos                                                             | "Wrecking Ball"      | Miley Cyrus         | Sara Matos       | Sara Matos       | [ 6 ] [ 7 ] |
| 1 | 13 de janeiro de 2019 | Convidados surpresa | Carolina Patrocínio Mariana Patrocínio Victoria Jacobi Rita Patrocínio | "Wannabe"            | Spice Girls         | —                | —                | [ 6 ] [ 7 ] |
| 1 | 13 de janeiro de 2019 | Convidados surpresa | Raul Meireles                                                          | "O Corpo é Que Paga" | António Variações   | —                | —                | [ 6 ] [ 7 ] |

### 2.° programa
| # | Data                  | Duplas              | Convidados       | Canção interpretada | Canção interpretada          | Vencedor.a duelo | Vencedor.a final | Ref.        |
| # | Data                  | Duplas              | Convidados       | Nome                | Artista                      | Vencedor.a duelo | Vencedor.a final | Ref.        |
| - | --------------------- | ------------------- | ---------------- | ------------------- | ---------------------------- | ---------------- | ---------------- | ----------- |
| 2 | 20 de janeiro de 2019 | 1                   | António Raminhos | "Let It Go"         | Idina Menzel                 | António Raminhos | António Raminhos | [ 8 ] [ 9 ] |
| 2 | 20 de janeiro de 2019 | 1                   | Diana Chaves     | "What a Feeling"    | Irene Cara                   | António Raminhos | António Raminhos | [ 8 ] [ 9 ] |
| 2 | 20 de janeiro de 2019 | 2                   | Conceição Lino   | "Roar"              | Katy Perry                   | Jorge Corrula    | António Raminhos | [ 8 ] [ 9 ] |
| 2 | 20 de janeiro de 2019 | 2                   | Jorge Corrula    | "Proud Mary"        | Creedence Clearwater Revival | Jorge Corrula    | António Raminhos | [ 8 ] [ 9 ] |
| 2 | 20 de janeiro de 2019 | Convidados surpresa | Maniche          | "Footloose"         | Kenny Loggins                | —                | —                | [ 8 ] [ 9 ] |
| 2 | 20 de janeiro de 2019 | Convidados surpresa | Mia Rose         | "Shape Of You"      | Ed Sheeran                   | —                | —                | [ 8 ] [ 9 ] |

### 3.° programa
| # | Data                  | Duplas              | Convidados        | Canção interpretada                | Canção interpretada | Vencedor.a duelo  | Vencedor.a final  | Ref.          |
| # | Data                  | Duplas              | Convidados        | Nome                               | Artista             | Vencedor.a duelo  | Vencedor.a final  | Ref.          |
| - | --------------------- | ------------------- | ----------------- | ---------------------------------- | ------------------- | ----------------- | ----------------- | ------------- |
| 3 | 27 de janeiro de 2019 | 1                   | Andreia Rodrigues | "Bad Romance"                      | Lady Gaga           | Andreia Rodrigues | Andreia Rodrigues | [ 10 ] [ 11 ] |
| 3 | 27 de janeiro de 2019 | 1                   | Marco Horácio     | "Take A Chance On Me"              | ABBA                | Andreia Rodrigues | Andreia Rodrigues | [ 10 ] [ 11 ] |
| 3 | 27 de janeiro de 2019 | 2                   | José Fidalgo      | "Uptown Funk"                      | Bruno Mars          | José Fidalgo      | Andreia Rodrigues | [ 10 ] [ 11 ] |
| 3 | 27 de janeiro de 2019 | 2                   | Maria João Abreu  | "Man! I Feel Like a Woman!"        | Shania Twain        | José Fidalgo      | Andreia Rodrigues | [ 10 ] [ 11 ] |
| 3 | 27 de janeiro de 2019 | Convidados surpresa | Telma Monteiro    | "Dancing Queen"                    | ABBA                | —                 | —                 | [ 10 ] [ 11 ] |
| 3 | 27 de janeiro de 2019 | Convidados surpresa | Cuca Roseta       | "Waka Waka (This Time for Africa)" | Shakira             | —                 | —                 | [ 10 ] [ 11 ] |

### 4.° programa
| # | Data                   | Duplas              | Convidados                                                                    | Canção interpretada    | Canção interpretada | Vencedor.a duelo   | Vencedor.a final | Ref.   |
| # | Data                   | Duplas              | Convidados                                                                    | Nome                   | Artista             | Vencedor.a duelo   | Vencedor.a final | Ref.   |
| - | ---------------------- | ------------------- | ----------------------------------------------------------------------------- | ---------------------- | ------------------- | ------------------ | ---------------- | ------ |
| 4 | 3 de fevereiro de 2019 | 1                   | Anselmo Ralph                                                                 | "Freedom"              | George Michael      | Paula Lobo Antunes | José Raposo      | [ 12 ] |
| 4 | 3 de fevereiro de 2019 | 1                   | Paula Lobo Antunes                                                            | "Vogue"                | Madonna             | Paula Lobo Antunes | José Raposo      | [ 12 ] |
| 4 | 3 de fevereiro de 2019 | 2                   | Mariana Pacheco                                                               | "Thriller"             | Michael Jackson     | José Raposo        | José Raposo      | [ 12 ] |
| 4 | 3 de fevereiro de 2019 | 2                   | José Raposo                                                                   | "Run the World"        | Beyoncé             | José Raposo        | José Raposo      | [ 12 ] |
| 4 | 3 de fevereiro de 2019 | Convidados surpresa | Pedro Fernandes                                                               | "I Want to Break Free" | Queen               | —                  | —                | [ 12 ] |
| 4 | 3 de fevereiro de 2019 | Convidados surpresa | Hugo Leal                                                                     | "Single Ladies"        | Beyoncé             | —                  | —                | [ 12 ] |
| 4 | 3 de fevereiro de 2019 | Convidados surpresa | Cláudia Borges Iva Lamarão Carolina Patrocínio Carolina Loureiro Jani Gabriel | "Everybody"            | Backstreet Boys     | —                  | —                | [ 12 ] |

### 5.° programa
| # | Data                    | Duplas              | Convidados          | Canção interpretada           | Canção interpretada                  | Vencedor.a duelo | Vencedor.a final | Ref.          |
| # | Data                    | Duplas              | Convidados          | Nome                          | Artista                              | Vencedor.a duelo | Vencedor.a final | Ref.          |
| - | ----------------------- | ------------------- | ------------------- | ----------------------------- | ------------------------------------ | ---------------- | ---------------- | ------------- |
| 5 | 10 de fevereiro de 2019 | 1                   | João Baião          | "I Wanna Dance with Somebody" | Whitney Houston                      | João Baião       | Benedita Pereira | [ 13 ] [ 14 ] |
| 5 | 10 de fevereiro de 2019 | 1                   | Sharam Diniz        | "Cheguei"                     | Ludmilla                             | João Baião       | Benedita Pereira | [ 13 ] [ 14 ] |
| 5 | 10 de fevereiro de 2019 | 2                   | Benedita Pereira    | "Rock DJ"                     | Robbie Williams                      | Benedita Pereira | Benedita Pereira | [ 13 ] [ 14 ] |
| 5 | 10 de fevereiro de 2019 | 2                   | Gonçalo Diniz       | "Wake Me Up Before You Go-Go" | Wham!                                | Benedita Pereira | Benedita Pereira | [ 13 ] [ 14 ] |
| 5 | 10 de fevereiro de 2019 | Convidados surpresa | Joana Amaral Dias   | "We Found Love"               | Rihanna                              | —                | —                | [ 13 ] [ 14 ] |
| 5 | 10 de fevereiro de 2019 | Convidados surpresa | Jorge Andrade       | "Bailando"                    | Enrique Iglesias                     | —                | —                | [ 13 ] [ 14 ] |
| 5 | 10 de fevereiro de 2019 | Convidados surpresa | Ana Bola João Baião | "Barcelona"                   | Freddie Mercury & Montserrat Caballé | —                | —                | [ 13 ] [ 14 ] |

### 6.° programa
| # | Data                    | Duplas              | Convidados                    | Canção interpretada      | Canção interpretada                     | Vencedor.a duelo | Vencedor.a final | Ref.          |
| # | Data                    | Duplas              | Convidados                    | Nome                     | Artista                                 | Vencedor.a duelo | Vencedor.a final | Ref.          |
| - | ----------------------- | ------------------- | ----------------------------- | ------------------------ | --------------------------------------- | ---------------- | ---------------- | ------------- |
| 6 | 17 de fevereiro de 2019 | 1                   | Ana Guiomar                   | "Oops!...I Did It Again" | Britney Spears                          | Ana Guiomar      | Rui Unas         | [ 15 ] [ 16 ] |
| 6 | 17 de fevereiro de 2019 | 1                   | Patrícia Mamona               | "The Pussycat Dolls"     | Buttons                                 | Ana Guiomar      | Rui Unas         | [ 15 ] [ 16 ] |
| 6 | 17 de fevereiro de 2019 | 2                   | Joana Solnado                 | "Cabaret"                | Liza Minnelli                           | Rui Unas         | Rui Unas         | [ 15 ] [ 16 ] |
| 6 | 17 de fevereiro de 2019 | 2                   | Rui Unas                      | "Ela mexe"               | Ana Malhoa                              | Rui Unas         | Rui Unas         | [ 15 ] [ 16 ] |
| 6 | 17 de fevereiro de 2019 | Convidados surpresa | Os Anjos                      | "Lady Marmalade"         | Christina Aguilera, Lil' Kim, Mya, Pink | —                | —                | [ 15 ] [ 16 ] |
| 6 | 17 de fevereiro de 2019 | Convidados surpresa | Beatriz Frazão                | "Cheap Thrills"          | Sia                                     | —                | —                | [ 15 ] [ 16 ] |
| 6 | 17 de fevereiro de 2019 | Convidados surpresa | Eduardo Madeira Joana Madeira | "Shallow"                | Lady Gaga, Bradley Cooper               | —                | —                | [ 15 ] [ 16 ] |
| 6 | 17 de fevereiro de 2019 | Convidados surpresa | Eduardo Madeira Joana Madeira | "Shallow"                | Lady Gaga, Bradley Cooper               | —                | —                | [ 15 ] [ 16 ] |

### 7.° programa - Semi-final 1
| # | Data                    | Convidados          | Convidados                  | Canção interpretada      | Canção interpretada                | Vencedor.a final | Ref.   |
| # | Data                    | Convidados          | Convidados                  | Nome                     | Artista                            | Vencedor.a final | Ref.   |
| - | ----------------------- | ------------------- | --------------------------- | ------------------------ | ---------------------------------- | ---------------- | ------ |
| 7 | 24 de fevereiro de 2019 | Benedita Pereira    | Benedita Pereira            | "Holding Out For A Hero" | Bonnie Tyler                       | Sara Matos       | [ 17 ] |
| 7 | 24 de fevereiro de 2019 | António Raminhos    | António Raminhos            | "Party Rock Anthem"      | LMFAO                              | Sara Matos       | [ 17 ] |
| 7 | 24 de fevereiro de 2019 | Sara Matos          | Sara Matos                  | "Bang Bang"              | Jessie J Ariana Grande Nicki Minaj | Sara Matos       | [ 17 ] |
| 7 | 24 de fevereiro de 2019 | Convidados surpresa | Débora Monteiro             | "Mafiosa"                | Lartiste                           | —                | [ 17 ] |
| 7 | 24 de fevereiro de 2019 | Convidados surpresa | Pedro Guedes Ricardo Guedes | "Faz Gostoso"            | Blaya                              | —                | [ 17 ] |
| 7 | 24 de fevereiro de 2019 | Convidados surpresa | Diana Chaves                | "Material Girl"          | Madonna                            | —                | [ 17 ] |

### 8.° programa - Semi-final 2 e Final
| # | Data               | Convidados          | Convidados        | Canção interpretada          | Canção interpretada | Vencedor.a final | Ref.   |
| # | Data               | Convidados          | Convidados        | Nome                         | Artista             | Vencedor.a final | Ref.   |
| - | ------------------ | ------------------- | ----------------- | ---------------------------- | ------------------- | ---------------- | ------ |
| 8 | 3 de março de 2019 | José Raposo         | José Raposo       | "Umbrella"                   | Rihanna             | Rui Unas         | [ 18 ] |
| 8 | 3 de março de 2019 | Andreia Rodrigues   | Andreia Rodrigues | "Just Like Fire"             | P                   | Rui Unas         |        |
| 8 | 3 de março de 2019 | Rui Unas            | Rui Unas          | "You're The One That I Want" | J                   | Rui Unas         |        |
| 8 | 3 de março de 2019 | Convidados surpresa |                   | -                            | -                   | —                |        |
| 8 | 3 de março de 2019 | Convidados surpresa | J                 | -                            |                     | —                |        |
| 8 | 3 de março de 2019 | Duelo Final         |                   |                              |                     |                  |        |
| 8 | 3 de março de 2019 | Finalistas          | Finalistas        | Canção interpretada          | Canção interpretada | Vencedor         |        |
| 8 | 3 de março de 2019 | Finalistas          | Finalistas        | Nome                         | Artista             | Vencedor         |        |
| 8 | 3 de março de 2019 | Sara Matos          | Sara Matos        | "Wrecking Ball"              | Miley Cyrus         | Rui Unas         |        |
| 8 | 3 de março de 2019 | Rui Unas            | Rui Unas          | "Ela mexe"                   | Ana Malhoa          | Rui Unas         |        |

## Audiências
| #                                                         | Data | Rating(%)     | Share(%)      | Pico máximo   | Pico máximo   | Telespetadores (Média) | Ref.   | Gráfico |
| #                                                         | Data | Rating(%)     | Share(%)      | Rating(%)     | Share(%)      | Telespetadores (Média) | Ref.   | Gráfico |
| #                                                         | Data | LIVE + VOSDAL | LIVE + VOSDAL | LIVE + VOSDAL | LIVE + VOSDAL | Telespetadores (Média) | Ref.   | Gráfico |
| --------------------------------------------------------- | --- | ------------- | ------------- | ------------- | ------------- | ---------------------- | ------ | --- |
| 1                                                         | 13 de janeiro de 2019 | 11.3%         | 25%           | 13.7          | 25.6%         | 1.097.000              | [ 19 ] | Esta página contém um gráfico que utiliza a extensão <graph> . A extensão está temporariamente indisponível e será reativada quando possível. Para mais informações, consulte o ticket T334940 . |
| 2                                                         | 20 de janeiro de 2019 | 11.8%         | 26%           | Sem dados     | Sem dados     | 1.143.000              | [ 20 ] | Esta página contém um gráfico que utiliza a extensão <graph> . A extensão está temporariamente indisponível e será reativada quando possível. Para mais informações, consulte o ticket T334940 . |
| 3                                                         | 27 de janeiro de 2019 | 10.2%         | 22.5%         | Sem dados     | Sem dados     | 983.000                | [ 21 ] | Esta página contém um gráfico que utiliza a extensão <graph> . A extensão está temporariamente indisponível e será reativada quando possível. Para mais informações, consulte o ticket T334940 . |
| 4                                                         | 3 de fevereiro de 2019 | 9.7%          | 21.2%         | Sem dados     | Sem dados     | 939.400                | [ 22 ] | Esta página contém um gráfico que utiliza a extensão <graph> . A extensão está temporariamente indisponível e será reativada quando possível. Para mais informações, consulte o ticket T334940 . |
| 5                                                         | 10 de fevereiro de 2019 | 9.4%          | 21.5%         | Sem dados     | Sem dados     | 908.100                | [ 23 ] | Esta página contém um gráfico que utiliza a extensão <graph> . A extensão está temporariamente indisponível e será reativada quando possível. Para mais informações, consulte o ticket T334940 . |
| 6                                                         | 17 de fevereiro de 2019 | 8.2%          | 18.1%         | Sem dados     | Sem dados     | 792.940                | [ 24 ] | Esta página contém um gráfico que utiliza a extensão <graph> . A extensão está temporariamente indisponível e será reativada quando possível. Para mais informações, consulte o ticket T334940 . |
| 7                                                         | 24 de fevereiro de 2019 | 7.4%          | 17.1%         | Sem dados     | Sem dados     | 714.300                | [ 25 ] | Esta página contém um gráfico que utiliza a extensão <graph> . A extensão está temporariamente indisponível e será reativada quando possível. Para mais informações, consulte o ticket T334940 . |
| 8                                                         | 3 de março de 2019 | 10.4%         | 23.2%         | -             | -             | 1.011.000              | [ 26 ] | Esta página contém um gráfico que utiliza a extensão <graph> . A extensão está temporariamente indisponível e será reativada quando possível. Para mais informações, consulte o ticket T334940 . |
| Dados Havas Media Group/CAEM GFK Media Monitor Telereport | |               |               |               |               |                        |        | |
|                                                           | Esta página contém um gráfico que utiliza a extensão <graph>. A extensão está temporariamente indisponível e será reativada quando possível. Para mais informações, consulte o ticket T334940. |               |               |               |               |                        |        | |